# World Heroes Anthology
World Heroes Anthology, conosciuto in Giappone come World Heroes Gorgeous (ワールドヒーローズ ゴージャス?, Wārudo Hīrōzu Gōjasu), è una compilation, che include tutti i  quattro giochi della serie World Heroes di ADK. I quattro giochi presentati qui sono World Heroes, World Heroes 2, World Heroes 2 Jet, e World Heroes Perfect. La compilation fu pubblicata per PlayStation 2 il 7 novembre 2008 in Europa.

## Trama
La trama principale si basa su Dr. Brown che ha creato una macchina del tempo capace di radunare combattenti da varie epoche nella storia, il cui scopo è determinare il più grande combattente di tutti i tempi. La maggior parte dei personaggi sono basati su persone reali.